# Сан Николо ди Челе
Сан Николо ди Челе је насеље у Италији у округу Перуђа, региону Умбрија.
Према процени из 2011. у насељу је живело 1086 становника. Насеље се налази на надморској висини од 174 м.